# Covè
Covè ist eine Stadt und eine Kommune im Departement Zou in Benin.

## Geographie
Die Stadt liegt als Teil des Departements Zou im Süden des Landes. Die Stadt Abomey ist etwa 40 Kilometer entfernt, die Hauptstadt Porto-Novo etwa 120 Kilometer und das wirtschaftliche Zentrum Cotonou etwas mehr als 150 Kilometer.
Das Gebiet der Kommune grenzt im Norden an Dassa-Zoumè (Département Collines), im Osten an Zagnanado, im Süden an Zogbodomey und im Westen an Za-Kpota sowie Djidja. 

## Demografie und Gliederung
Gemäß der Volkszählung von 2013 hatte die Kommune Covè 51.247 Einwohner, davon waren 24.508 männlich und 26.739 weiblich.
Als Verwaltungseinheit unterstehen acht Arrondissements, die sich aus 40 Dörfern zusammensetzen, der Gerichtsbarkeit der Kommune:
- Adogbé (7979 Einwohner, vier Dörfer)
- Gounli (3652 Einwohner, vier Dörfer)
- Houéko (3598 Einwohner, fünf Dörfer)
- Houen-Hounso (7911 Einwohner, sieben Dörfer)
- Lainta-Cogbè (4444 Einwohner, sechs Dörfer)
- Naogon (9655 Einwohner, sechs Dörfer)
- Soli (4033 Einwohner, vier Dörfer)
- Zogba (9975 Einwohner, vier Dörfer)

## Infrastruktur
Durch die Stadt läuft die Fernstraße RNIE4, die als internationale Route westwärts nach Togo führt und ostwärts nach Nigeria.

## Bekannte Söhne und Töchter der Stadt
- Olympe Gantin (* 1992), Fußballnationalspieler